# ジェムプラス
ジェムプラス（Gemplus International ）はICカード（スマートカード）市場でトップシェアであったフランスの企業。2006年6月に同業のアクサルトと対等合併し、社名をジェムアルトとした。

## 概要
1988年5月に設立。本社をルクセンブルクに置き、本部をフランスジェメノス市に置いていた。
テレコム（モバイル）、フィナンシャル・サービス、セキュリティ（個人認証、入退室管理など）の3つの事業部を核に、ICカード（接触、非接触、(U)SIM）、アプリケーション、ICカード周辺機器、システム構築までエンド・トゥ・エンドでサービスやサポートを提供する。社員数約5500名。営業拠点37ヶ国50オフィス、研究開発4ヶ所、製造工場10ヶ所、発行（パーソナライゼーション）センター16ヶ所と、世界中に拠点を置き、グローバルなビジネス展開を行っており、ジェムアルトに継承されている。

## 日本法人
日本法人は、日本ジェムプラス株式会社という名称で存在していたが、ジェムプラス本体が合併してから遅れること2007年11月1日、旧アクサルトの日本法人であるアクサルト株式会社に吸収合併され、現在はジェムアルト株式会社となっている。
旧日本ジェムプラスは、合併までエヌ・ティ・ティ・ドコモ向け・ソフトバンクモバイル向け・イー・モバイル向けのUIMカードを納入しており、このうち、ソフトバンクモバイル向けとイー・モバイル向けについては、合併会社のジェムアルト日本法人が納入しているUIMカードでも端子仕様が継承されている（ドコモ向けは、旧アクサルト日本法人の端子仕様を継承）。